# Otto zu Rantzau (Polizeipräsident)

Otto Graf zu Rantzau

Otto Gisbert Adolf Gustav Kurt Graf zu Rantzau (* 14. Juli 1888 in Karlsruhe; † 4. Februar 1946 in Nierstein) war ein deutscher Jurist, Ministerialbeamter und Polizeipräsident.

## Leben und Wirken
Otto Graf zu Rantzau entstammte dem holsteinischen Adelsgeschlecht Rantzau; er war der Sohn des Majors Johann Heinrich Ernst Graf zu Rantzau (1847–1908) und dessen Ehefrau Marie, geb. Freiin Vincke (1861–1890). Sein Großvater war Reichsgraf Otto von Rantzau (1809–1864), der als Attaché in Paris, Legationsrat und später als Gesandter im diplomatischen Dienst Preußens stand.
Rantzau absolvierte das Abitur mit der Note „sehr gut“ am Gymnasium in Baden-Baden und belegte anschließend das Fach Jura an den Universitäten von Genf, Heidelberg und Kiel, das er 1912 mit der Note „gut“ in der ersten juristischen Staatsprüfung abschloss. Seit 1909 war er Mitglied des Corps Guestphalia Heidelberg.
Im 1913 begonnenen Gerichts- und Regierungsreferendariat bei der Provinzialregierung Schleswig-Holstein war er 1914 beim Landrat des Kreises Eiderstedt. 1918 wurde er Regierungsassessor, 1925 Regierungsrat und 1928 Oberregierungsrat in Schleswig. Vier Monate später wurde er als stellvertretender Landrat des Kreises Johannisburg in der Provinz Ostpreußen eingestellt, im Jahre 1928 als Landrat des Kreises Segeberg in der Provinz Schleswig-Holstein.
Im Zuge des Preußenschlages 1932 wurde der rechtskonservative Graf zu Rantzau als Ersatz für den geschassten Sozialdemokraten Karl Dietrich mit dem Amt des Kieler Polizeipräsidenten beauftragt. In dieser Position unterstützte er die Nationalsozialisten bei der Machteroberung in Kiel durch den Ausbau des Polizeiapparates zum Verfolgungsinstrument, insbesondere durch den Aufbau der lokalen Gestapo, deren Chef er wurde. Die Umbenennungen des Neumarktes in Adolf-Hitler-Platz und des Strandwegs in Hindenburgstraße/Hindenburgufer gehen auf sein Vorschlagsrecht als Polizeipräsident zurück. Auch in den Lynchmord an dem jüdischen Rechtsanwalt Friedrich Schumm am 1. April 1933 verstrickte Graf Rantzau sich schuldhaft, nachdem er als Polizeipräsident bewaffneten SA- und SS-Horden den Zugang zu dem im Polizeigefängnis inhaftierten Schumm gewährt und dessen Ermordung gebilligt hatte.
Im April 1934 wurde Graf Rantzau im Amt des Kieler Polizeipräsidenten durch den Nationalsozialisten Joachim Meyer-Quade ersetzt. Er selber wechselte mit seiner 1917 angetrauten Frau Lilli geb. Freiin von Maltzahn (1895–1988) und den beiden Söhnen Hans Friedrich (* 18. November 1918) und Kay (* 18. Dezember 1921) als Ministerialrat in das Reichsministerium für Wissenschaft, Erziehung und Volksbildung nach Berlin über. Eine 1939 einsetzende Erkrankung zwang ihn 1943 in den vorzeitigen Ruhestand. Nachdem beide Söhne im Zweiten Weltkrieg gefallen waren, starb Otto Graf zu Rantzau 1946 in einem Flüchtlingsquartier in Nierstein an Schrumpfnieren.